# 77º Lancieri del Bengala
77º Lancieri del Bengala (Tales of the 77th Bengal Lancers) è una serie televisiva statunitense in 26 episodi andati in onda per la prima volta nel corso di una sola stagione dal 1956 al 1957 sulla rete NBC.
In un periodo in cui nella televisione americana cominciavano ad andare di moda i serial western, 77° Lancieri del Bengala può essere considerato un "eastern". La serie, infatti, è ambientata in India. I protagonisti sono gli ufficiali: il comandante, colonnello Standish (Patrick Whyte), e due dei suoi luogotenenti, William Storm (Warren Stevens) e Michael Rhodes (Fil Carey). Il personaggio di Rhodes proviene dal Canada, presumibilmente perché l'attore che lo interpretava era nativo del New Jersey e non aveva un accento britannico credibile. Il luogo per le riprese fu Corriganville, ranch e set televisivo per riprese esterne dell'attore Ray "Crash" Corrigan, utilizzato di solito per film western, sito nella Simi Valley, nel sud della California.

## Trama
La serie è incentrata sulle avventure del 77º Lancieri del Bengala, reggimento di cavalleria inglese dell'esercito dell'India Britannica operante in India sul finire del XIX secolo.

## Personaggi
- Tenente Michael Rhodes (26 episodi, 1956-1957), interpretato da Philip Carey.
- Tenente William Storm (26 episodi, 1956-1957), interpretato da Warren Stevens.
- Colonnello Standish (26 episodi, 1956-1957), interpretato da Patrick Whyte.
- Daffadar Noor Ali (6 episodi, 1956-1957), interpretato da Michael Carr.
- Jaffar Kul Sidri (2 episodi, 1957), interpretato da Paul Picerni.
- Ispettore capo (2 episodi, 1956-1957), interpretato da Abraham Sofaer.
- Mohammed Akbar (2 episodi, 1957), interpretato da Lou Krugman.
- Yasin Karim (2 episodi, 1957), interpretato da Roy Erwin.
- Ranjit Singh (2 episodi, 1956-1957), interpretato da Jan Arvan.

## Episodi
| Stagione       | Episodi | Prima TV originale |
| -------------- | ------- | ------------------ |
| Prima stagione | 26      | 1956-1957          |